# Blount Indijanci
Blount Indijanci (Blunt Indijanci), skupina Seminole Indijanaca pod vodstvom Johna Blunta ili Blounta, za koje je prema ugovoru Moultrie Creek 1823. utemeljen rezervat na rijeci Apalachicola na Floridi. Na donji tok rijeke Chattahoochee u Alabamu otišli su prije seminolskog rata (1835-42), a nakon toga s Alabama Indijancima, odlaze u okrug Polk u Teksas, gdje ih je još 1870. bilo svega 28 preživjelih.